# 扎卡里亚·辛瓦尔
扎卡里亚·易卜拉欣·哈桑·辛瓦尔（阿拉伯语：زكريا إبراهيم حسن السنوار；1965年3月7日—2025年5月22日）是一位巴勒斯坦学者和历史学家，出生在加沙地带的汗尤尼斯难民营，是叶海亚·辛瓦尔的弟弟和穆罕默德·辛瓦爾的哥哥。他擁有猶太復國主義史博士學位，並且曾出版不少有關猶太復國主義史的著作。